# Omspel
Omspel är den regel i sporter som innebär att en oplanerad extra match måste tillgripas för att kunna kora ett av lagen som segrare. I fotboll används det främst vid utslagsturneringar och cupspel som en sista utväg, då resultatet efter ordinarie speltid och förlängning inte gett något avgörande resultat. Omspel förekommer ofta i cupturneringar som avgörs i en direktavgörande match mellan två lag och där resultatet efter avslutat spel fortfarande är oavgjort. I den engelska FA-cupen används inte förlängning eller straffsparksläggning, utan om resultatet efter full tid är oavgjort spelas en ny omspelsmatch mellan lagen inom 3-5 dagar (dock ej i semifinal och final där förlängning och straffsparksläggning tillämpas).  
Omspel kan även tillämpas vid seriespel då två lag efter avslutat spelschema hamnar på samma placering och där antal poäng, målskillnad och andra faktorer inte kan skilja lagen åt. En av de i Sverige mest kända omspelsmatcherna genom åren spelades 27 november 1973 mellan Sverige och Österrike, för att avgöra vilket av lagen som skulle kvalificera sig till världsmästerskapet i fotboll 1974, efter att lagen hamnat på samma poäng och målskillnad i kvalspelet. En match som Sverige vann med 2-1.
Antalet matcher som resulterar i omspel har kraftigt reducerats sedan regeln om straffsparksläggning infördes för att kora segrare i utslagsturneringar.